# Patti Smith
Patricia Lee «Patti» Smith (Chicago, Illinois; 30 de diciembre de 1946) es una cantante, compositora, artista visual y escritora estadounidense. Apodada habitualmente «la madrina del punk», Smith construyó una sólida carrera dentro de ese movimiento a partir de su álbum debut Horses (1975), que le hizo convertirse en una de las artistas más influyentes de la música rock.
Desde entonces, ha publicado once álbumes de estudio y recibido numerosos premios y reconocimientos. En 2010, la revista Rolling Stone la situó en el puesto 47 de la lista de los 100 mejores artistas de todos los tiempos y en 2007 fue incluida en el Salón de la Fama del Rock and Roll.En 2007 obtuvo el Premio de Música Polar, concedido anualmente por la Real Academia Sueca de Música, un año después un doctorado honoris causa por la Universidad Rowan. En 2021 su álbum Horses fue incluido en el Grammy Hall of Fame.
En 2005 fue nombrada Comendadora de la Orden de las Artes y las Letras de Francia y en 2022 Caballero de la Orden Nacional de la Legión de Honor. Asimismo, en 2019 recibió la Medalla de Oro de Bellas Artes, otorgada por el Gobierno de España.
Además de su faceta como cantante y compositora, Smith ha escrito más de veinte libros de poemas y narrativa. En 2010, ganó el National Book Award por sus memorias Éramos unos niños, en las que cuenta cómo se conoció con su amigo, el famoso fotógrafo Robert Mapplethorpe.

## Biografía

### Primeros años
Patti Smith nació en Chicago (Illinois, Estados Unidos), donde su madre, Beverly, fue cantante de jazz y su padre, Grant, trabajó en la planta de la multinacional Honeywell. Pasó su infancia en el Municipio de Deptford, en Nueva Jersey, criada como la hija de una testigo de Jehová. Dice haber recibido una fuerte educación religiosa y una buena educación sobre la Biblia, abandonando la religión organizada en su adolescencia por encontrarla demasiado restrictiva. Al respecto, Smith escribió años después en la estrofa inicial de su versión de una canción de Them, «Gloria», que «Jesús murió por los pecados de alguien, pero no los míos», en respuesta a esta experiencia. Se graduó en 1964 en el colegio del Municipio de Deptford y por las dificultades económicas que atravesaba la familia, comenzó a trabajar en una fábrica de bicicletas.

### 1967-1973: Nueva York
En 1967 dejó los estudios universitarios en la Glassboro State Teachers College y se mudó a la ciudad de Nueva York. Allí, mientras trabajaba en una joyería, conoció al fotógrafo Robert Mapplethorpe, quien le tomó fotografías que luego serían utilizadas para las portadas de los álbumes de Patti Smith Group. Su amistad con Mapplethorpe continuó hasta la muerte del fotógrafo, en 1989.
En 1969 se fue a París con su hermana, donde comenzó a actuar en las calles y a hacer arte de performance. Cuando regresó a Nueva York, vivió en el Hotel Chelsea con Mapplethorpe y juntos frecuentaban clubes de moda de la ciudad, como el CBGB y el Max's Kansas City. Ese mismo año, Smith apareció con Jayne County en la obra de teatro de Jackie Curtis, Femme Fatale.  
Durante los primeros años de la década de 1970, pintó, escribió y actuó como miembro de un proyecto de poesía de St. Mark. Fue durante esos años que el fotógrafo Loyd Ziff, recién graduado del Instituto Pratt, le hizo, primero, un retrato en Hall Street y, segundo, un recordado retrato en el que aparece desnuda junto a su pareja, en su cuarto del Hotel Chelsea. Ambas sesiones son consideradas como momentos históricos e invaluables para el arte estadounidense del siglo xx. Como el propio Lloyd afirma: «Como han pasado más de 50 años, también se han convertido en documentos de una época en que dos de los artistas estadounidenses más importantes eran muy jóvenes, muy bellos y muy ambiciosos». Las fotografías fueron incluidas en el libro de Patti Smith Just Kids, que saldría en 2009 y reeditado en 2018 con una publicación de un desnudo de Mapplethorpe, a petición de la propia Patti.
En 1971 hizo una performance en la obra Cowboy Mouth, de Sam Shepard, y colaboró con Allen Lanier, del grupo de rock Blue Öyster Cult, grabando juntos varias de las canciones en las que colaboró Smith, incluyendo «Debbie Denise» —de su poema In Remembrance of Debbie Denise—, «Career of Evil», «Fire of Unknown Origin», «The Revenge of Vera Gemini», y «Shooting Shark». Durante estos años, Smith también ejerció de periodista musical, escribiendo sobre rock en varias publicaciones, entre ellas la revista musical Creem.

### 1974-1979: Patti Smith Group

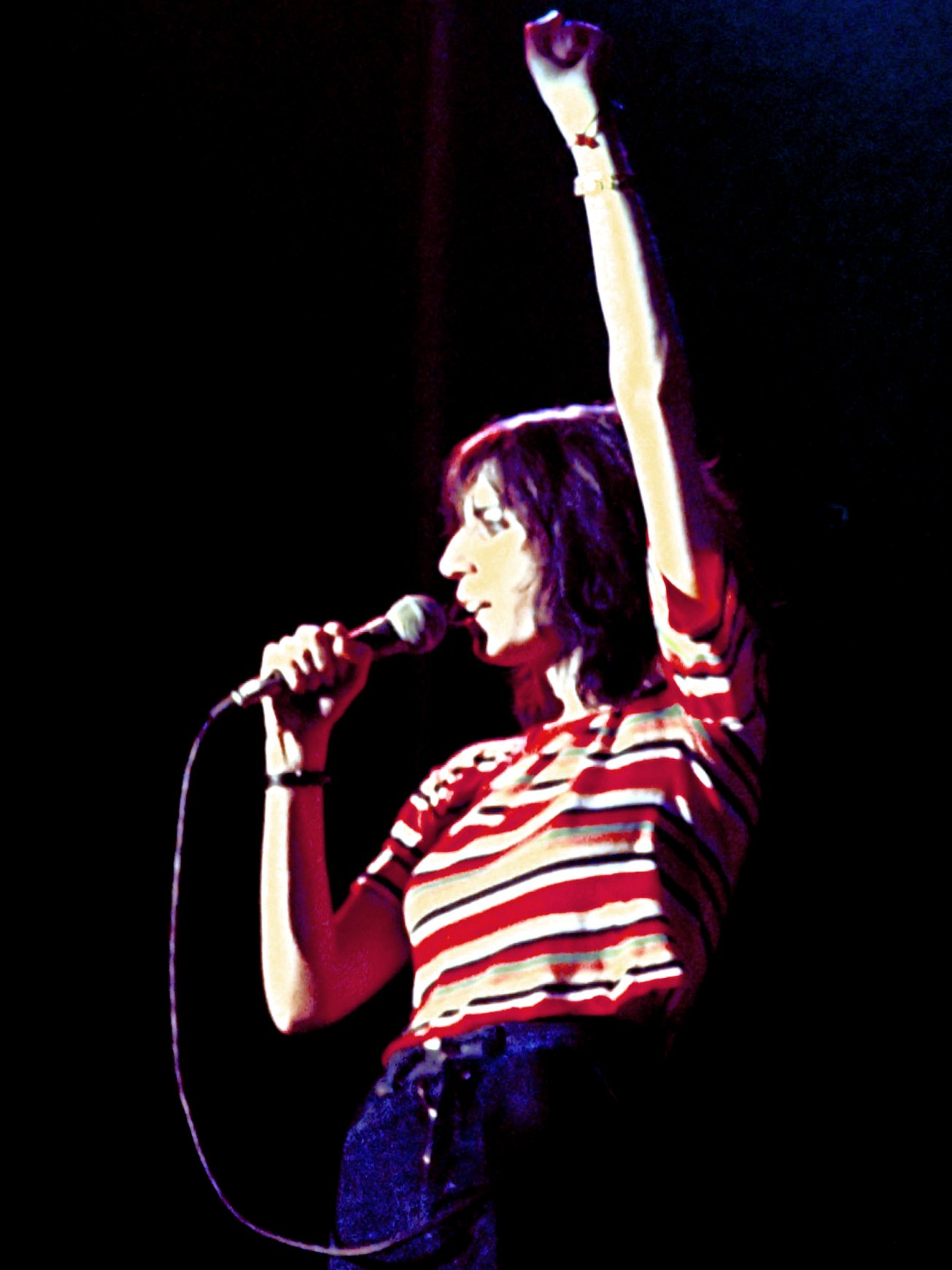
Patti Smith en un concierto en Copenhague (Dinamarca) en 1976.

Para 1974, Patti Smith ya hacía sus propios conciertos de rock, inicialmente con el guitarrista Lenny Kaye, y posteriormente con una banda completa formada por Kaye, el bajista Ivan Král el batería Jay Dee Daugherty, y el pianista Richard Sohl. Ivan Král era un refugiado checoslovaco, que había huido en 1968 tras la caída de Alexander Dubček y su intento reformista de implantar «el socialismo en libertad», un «régimen con rostro humano». Financiados por Robert Mapplethorpe, la banda grabó su primer sencillo, «Hey Joe / Piss Factory», en 1974, siendo la cara A una versión de la canción de rock escrita por Billy Roberts y previamente versionada por Jimi Hendrix y Deep Purple, con un añadido de palabra hablada que trataba sobre el secuestro y posterior fuga de Patty Hearst, y la cara B un tema que habla sobre la frustración e ira que sentía Smith al trabajar en una línea de ensamblado de una fábrica, y la salvación que encontró en un libro de poesía francesa del siglo xix Iluminaciones, de Arthur Rimbaud, previamente robado de una tienda.
Patti Smith Group firmó con el sello discográfico Arista Records, editando el álbum Horses, producido por John Cale en 1975. El álbum fusionaba punk rock y poesía hablada, comenzando con una versión de la canción «Gloria» de Van Morrison, y las palabras de Smith: «Jesús murió por los pecados de alguien, pero no los míos». La austera fotografía de la portada hecha por Mapplethorpe se convirtió en una imagen clásica del rock.
Mientras Patti Smith Group estaba de gira por Estados Unidos y Europa, la popularidad del punk comenzó a aumentar. El sonido más crudo de su segundo álbum, Radio Ethiopia, reflejaba este cambio, recibiendo unas críticas bastantes mediocres. Aun así, varias de las canciones del álbum han sobrevivido al paso del tiempo, y Smith aún las toca en directo hoy en día.
El 23 de enero de 1977, mientras se encontraba de gira para promocionar el álbum, Smith tuvo un accidente mientras bailaba al caerse de una tarima, en Tampa (Florida) cayendo al cemento de la fosa de la orquesta, y fracturándose varias vértebras cervicales. El accidente la obligó a descansar y a hacer rehabilitación, tiempo durante el cual estuvo en reposo, reenergizándose y reorganizando su vida. Después de la recuperación, Patti Smith Group editó dos álbumes más antes de finalizar los años 70: Easter de 1978, que contenía el sencillo «Because the Night» coescrita con Bruce Springsteen, y que fue su álbum con más éxito comercial; y Wave de 1979, que fue menos exitoso, aunque las canciones «Frederick» y «Dancing Barefoot» fueron radiadas.

### 1980-1995: Boda e hijos
Antes de lanzar Wave, Smith, ahora separada de Allen Lanier, conoció a Fred «Sonic» Smith, exguitarrista de la banda de rock de Detroit (Míchigan), MC5, que en aquel momento había formado la banda Sonic's Rendezvous Band, y que adoraba la poesía tanto como ella —«Dancing Barefoot» y «Frederick» del álbum Wave estaban ambas dedicadas a él—. Esta unión suscitó la broma sobre el hecho de que solo se casaba con él para no tener que cambiarse el apellido.
Tuvieron un hijo, Jackson (nacido en 1982), y más adelante una hija, Jesse (nacida en 1987). Durante la mayor parte de los años 80 Patti estuvo retirada de la escena musical, viviendo con su familia en St. Clair Shores, al norte de Detroit, y editando en junio de 1988 el álbum Dream of Life, que incluye la canción «People Have the Power». 
Fred Smith murió el 4 de noviembre de 1994, y al poco tiempo, Patti también tuvo que afrontar la inesperada muerte de su hermano Todd y del teclista de su banda, Richard Sohl.
Al cumplir su hijo 14 años, Smith decidió volver a Nueva York, donde sus amigos Michael Stipe de R.E.M. y Allen Ginsberg —a quien había conocido en sus primeros años en Nueva York— la instaron a volver a hacer giras para recuperarse del impacto de los últimos acontecimientos, por lo cual se embarcó en una pequeña gira junto a Bob Dylan en diciembre de 1995 —captado en un libro fotográfico de Michael Stipe—.

### 1996-2003: Retorno
En 1996, Smith volvió a trabajar con su banda habitual para grabar Gone Again, que incluye el tema «About a Boy», un tributo al cantante de Nirvana, Kurt Cobain. Smith era admiradora de Cobain, pero declaró estar más enfadada que triste por su suicidio. Ese mismo año colaboró con Michael Stipe en «E-Bow the Letter», una canción de R.E.M. del álbum New Adventures in Hi-Fi, que también tocó en directo con ellos.
Después del lanzamiento de Gone Again, Patti Smith grabó dos álbumes más: Peace and Noise en 1997 —incluyendo el sencillo «1959», que trata sobre la invasión de Tíbet— y Gung Ho en 2000 —con canciones sobre Hồ Chí Minh y su propio padre—. Las canciones «1959» y «Glitter in Their Eyes» fueron nominadas a un premio Grammy como «mejor interpretación pop femenina».
Una caja recopilatoria con su trabajo realizado hasta el momento, The Patti Smith Masters, se lanzó en 1996, y en 2002 vio la luz Land (1975-2002), un álbum recopilatorio doble que incluye la versión de la canción de Prince «When Doves Cry». El 28 de septiembre de 2002, se exhibió en el Museo Andy Warhol de Pittsburgh una exposición de arte llamada Strange Messenger, que incluía dibujos y arte visual de la artista.

### 2004-actualidad

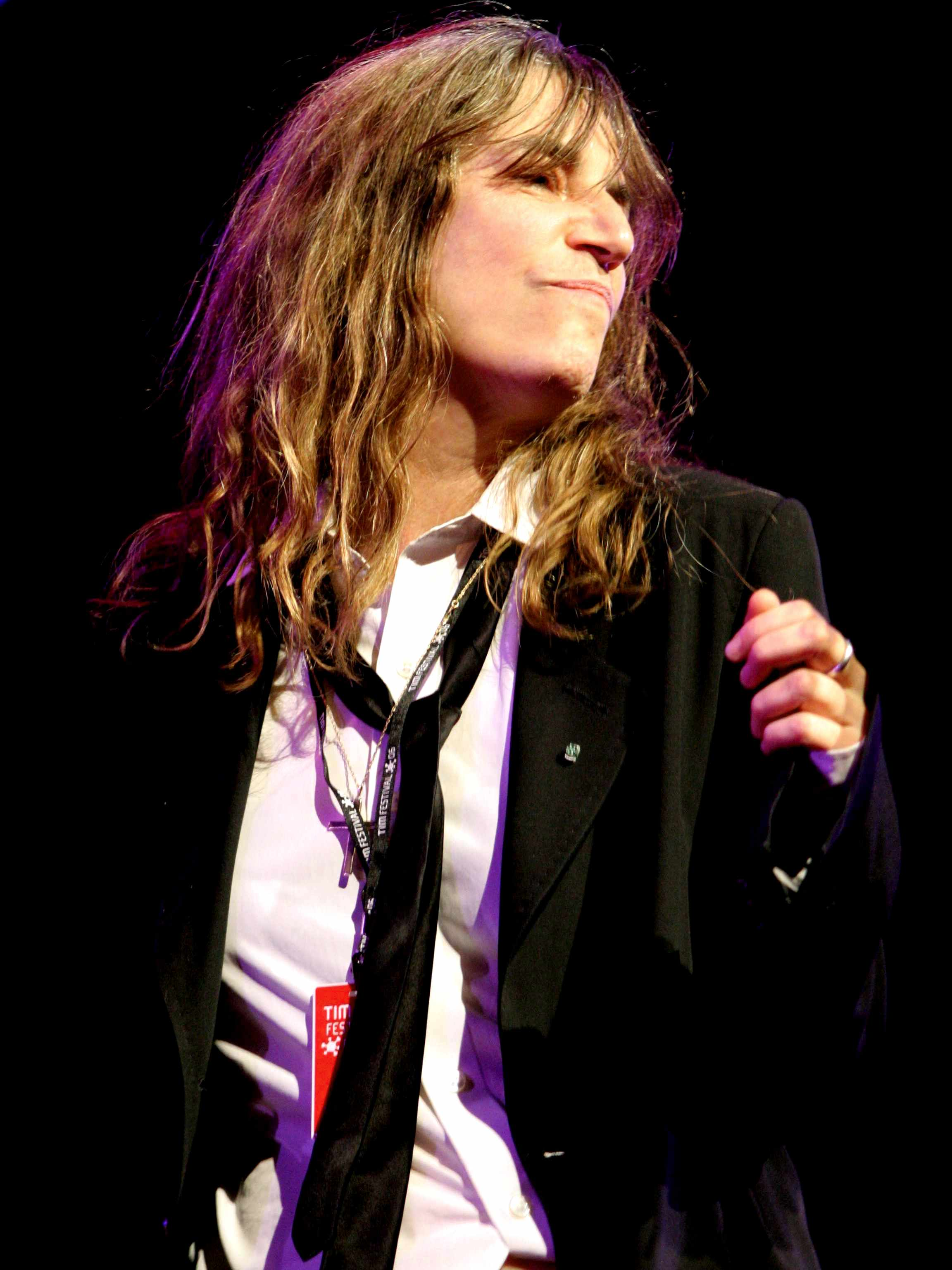
Actuación de Patti Smith en el TIM Festival de Río de Janeiro en 2006.

El 27 de abril de 2004, Smith lanzó al mercado Trampin', que incluía varias canciones sobre ser madre, en parte en tributo a su propia madre, que había fallecido dos años antes. El 25 de junio de 2005, actuó en el Festival Meltdown de Londres tocando el álbum Horses íntegramente, donde el guitarrista Tom Verlaine de la banda Television sustituyó a Oliver Ray. Esta actuación en directo se grabó y salió al mercado bajo el título de Horses/Horses. El 10 de julio de 2005, fue nombrada Comandante de la Orden de las Artes y las Letras, de manos del ministro de cultura de Francia. El 15 de octubre de 2006, hizo una actuación en la mítica sala CBGB de Manhattan, con una actuación de tres horas y media, que acabó con la lectura de una lista que incluía a los músicos de punk rock fallecidos en los últimos años.
El 12 de marzo de 2007, Smith fue incluida en el Salón de la Fama del Rock, dedicándoselo a la memoria de su marido fallecido, Fred, y tocó la canción de The Rolling Stones «Gimme Shelter». Como cierre de la ceremonia, cantó con algunos de los músicos presentes, la canción «People Have the Power».
Entre el 28 de marzo y el 22 de junio de 2008, la Fundación Cartier de París exhibió un trabajo de arte visual de Smith, titulado Land 250 —que después se editaría en un libro—, el cual incluía dibujos hechos entre 1967 y 2007.
En 2008 se le hace un homenaje en forma de documental, Patti Smith: Dream of Life, mientras que en julio de ese mismo año, se edita un álbum en vivo con Kevin Shields, The Coral Sea.
El 10 de diciembre de 2016, interpretó con lágrimas en los ojos una composición de Dylan en la ceremonia de la Academia sueca de entrega de los Premios Nobel 2016, donde el mismo Dylan fue premiado con el Premio Nobel de Literatura. Ella misma ha reconocido que se dedicó a la poesía y la música influenciada por la obra de Dylan, y en la ceremonia interpretó A Hard Rain's a-Gonna Fall, canción de Dylan de 1963, perteneciente al disco The Freewheelin' Bob Dylan. Smith tuvo que parar en mitad de la canción, emocionada. Dijo: «Lo siento. Estoy muy nerviosa, les pido disculpas». La cantante prosiguió su interpretación con los versos: «Oí 100 tamborileros cuyas manos ardían, oí diez mil susurros y nadie escuchando, oí a una persona morir de hambre, oí a mucha gente reír, oí la canción de un poeta que moría en la cuneta». Acompañada por los acordes de su guitarra acústica, fue una interpretación emocionante, con la responsabilidad de representar al premio Nobel de Literatura, que representa a toda una corriente poética contemporánea, quizá la más significativa, de la que ella forma parte.
En 2019, fue declarada visitante ilustre de Montevideo, ciudad donde realizó un concierto como parte de su gira por el Cono Sur latinoamericano. En junio de 2020, la editorial Lumen publicó en castellano su libro de memorias titulado El año del Mono.
En abril de 2021 anunció el lanzamiento de un newsletter semanal de pago donde compartirá con sus suscriptores sus escritos, música y poesía.

## Activismo
Smith apoyó al Partido Verde de los Estados Unidos, especialmente a Ralph Nader en las elecciones presidenciales de Estados Unidos de 2000. Cantó en la campaña del partido las canciones «Over the Rainbow» y «People Have the Power», actuando en varios de los mítines de Nader. También habló y actuó en una de las primeras protestas contra la guerra de Irak organizada por Louis Posner el 12 de septiembre de 2002, mientras el presidente George W. Bush hablaba en la Asamblea General de las Naciones Unidas. En las elecciones presidenciales de Estados Unidos de 2004, Smith apoyó al candidato del Partido Demócrata, John Kerry. Bruce Springsteen continuó tocando la canción de Smith «People Have the Power» en la campaña. En el invierno de 2004-2005, volvió a juntarse con Nader en una serie de protestas contra la guerra de Irak y en el movimiento social promovido para procesar a Bush.
Smith estrenó dos nuevas canciones de protesta en Londres en septiembre de 2006. Louise Jury, escribiendo para el periódico The Independent, las llamó «emotivas críticas a la política exterior de Estados Unidos e Israel». La canción «Qana» trata sobre el ataque militar de Israel sobre el pueblo libanés de Qana. «Without Chains» es sobre Murat Kurnaz, un ciudadano turco criado en Alemania, retenido en el Centro de detención de Guantánamo durante cuatro años. En el artículo se cita a Patti Smith:

Escribí estas dos canciones en respuesta directa a los eventos que me tenían molesta. Son injusticias contra niños, jóvenes y mujeres que están siendo encarcelados. Yo soy estadounidense, pago impuestos para que después se lo den a un país como Israel, que utiliza bombas contra los ciudadanos de Qana. Es terrible. Es una violación a los derechos humanos.

En una entrevista, afirmó que la familia de Kurnaz se puso en contacto con ella y que escribió un pequeño prólogo al libro que este estaba escribiendo. El libro de Kurnaz, Five Years of My Life, fue publicado en marzo de 2008, con la introducción de Smith.
El 26 de marzo de 2003, diez días después de la muerte de la activista Rachel Corrie, Smith hizo una aparición en Austin (Texas), en un concierto contra la guerra. Hizo un prefacio sobre ello en la canción «Wild Leaves», escribiendo después la canción «Peaceable Kingdom» dedicada e inspirada en ella. En 2007, apoyó al demócrata Barack Obama en las elecciones presidenciales de Estados Unidos de 2008. El 11 de enero de 2018, junto al guitarrista Lenny Kaye, apoyó una manifestación de un grupo de peruanos reunidos en el Washington Square Park de Nueva York para protestar contra el indulto al expresidente del Perú Alberto Fujimori.

## Influencia y legado
Patti Smith fue una gran fuente de inspiración para Michael Stipe de R.E.M.. Escuchando su álbum Horses a los 15 años, le impactó sobremanera. Dijo:

En ese momento decidí que iba a montar una banda.

En 1998, Stipe publicó una colección de fotografías llamada Two Times Intro: On the Road with Patti Smith. Stipe canta los coros en las canciones de Smith «Last Call» y «Glitter in Their Eyes». Patti, por su parte, también canta los coros de la canción de R.E.M. «E-Bow the Letter».

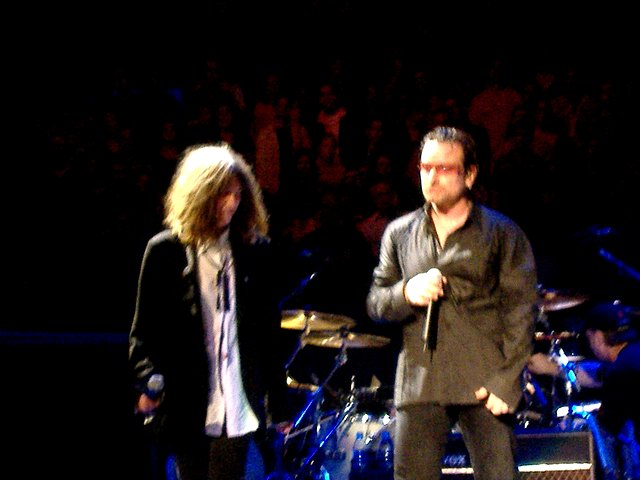
Patti Smith con Bono en el Madison Square Garden en 2005.

PJ Harvey y Justine Frischmann la han también declarado como una de sus principales inspiraciones. También los integrantes de U2 citan a Smith como influencia y Bono ha cantado con ella en diversas ocasiones.
En 2004, Shirley Manson, de Garbage, habló de la influencia que había ejercido sobre ella Smith, en la edición especial de la revista Rolling Stone: The Immortals: 100 Greatest Artists of All Time (Los inmortales: Los 100 más grandes artistas de todos los tiempos), en la que Smith aparecía en el número 47. Ese mismo año Sonic Youth lanzó, junto al músico de jazz Mats Gustafsson, un álbum llamado Hidros 3 (to Patti Smith).
Los miembros de The Smiths Morrissey y Johnny Marr dijeron que su canción «The Hand That Rocks the Cradle» es una adaptación de la canción de Smith «Kimberly». Después, Morrisey hizo una versión de «Redondo Beach», otra canción del álbum Horses.
En 2005 la cantante y compositora escocesa KT Tunstall lanzó el sencillo «Suddenly I See» como homenaje a Patti Smith. La letra de la canción describe a Tunstall mirando una foto de Smith en una revista, admirando su fama y logros y dándose cuenta de lo que quiere hacer con su vida. La portada del álbum debut de Turnstall, Eye to the Telescope, también está inspirada en Smith, específicamente en la portada de Horses, de la que dijo:

Yo aspiraba a lo que representaba la imagen —que era una mujer vestida con ropa de caballero con tanto misterio, pero tanto carácter y confianza en sí misma—. Pensé, así quiero ser cuando me haga mayor.

El actor canadiense Elliot Page menciona frecuentemente a Smith como una de sus ídolos y ha hecho varias sesiones fotográficas emulando las suyas. Ha comentado que la única vez que realmente ha estado estremecido ante un personaje famoso fue cuando conoció a Smith tras los bastidores de un concierto en Europa. Incluso tiene un perro al que ha llamado Patti en su honor. Gracias a las sugerencias de Page, el trabajo de Smith aparece como factor importante en películas en las que el actor actuó en Juno y [./Https://www.imdb.com/title/tt0801526/%3Fref_=ext_shr The Tracey Fragments]. 

## Integrantes de Patti Smith Group

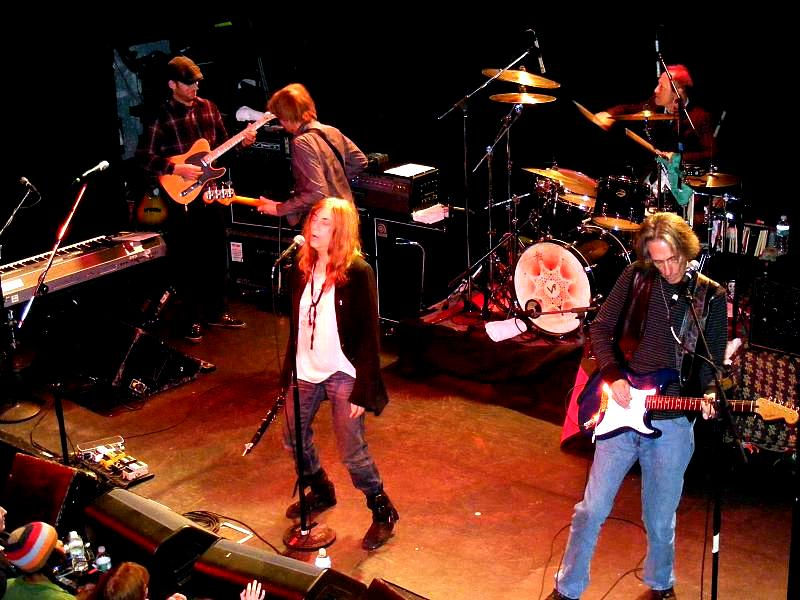
Patti Smith Group el 31 de diciembre de 2007 en Nueva York.

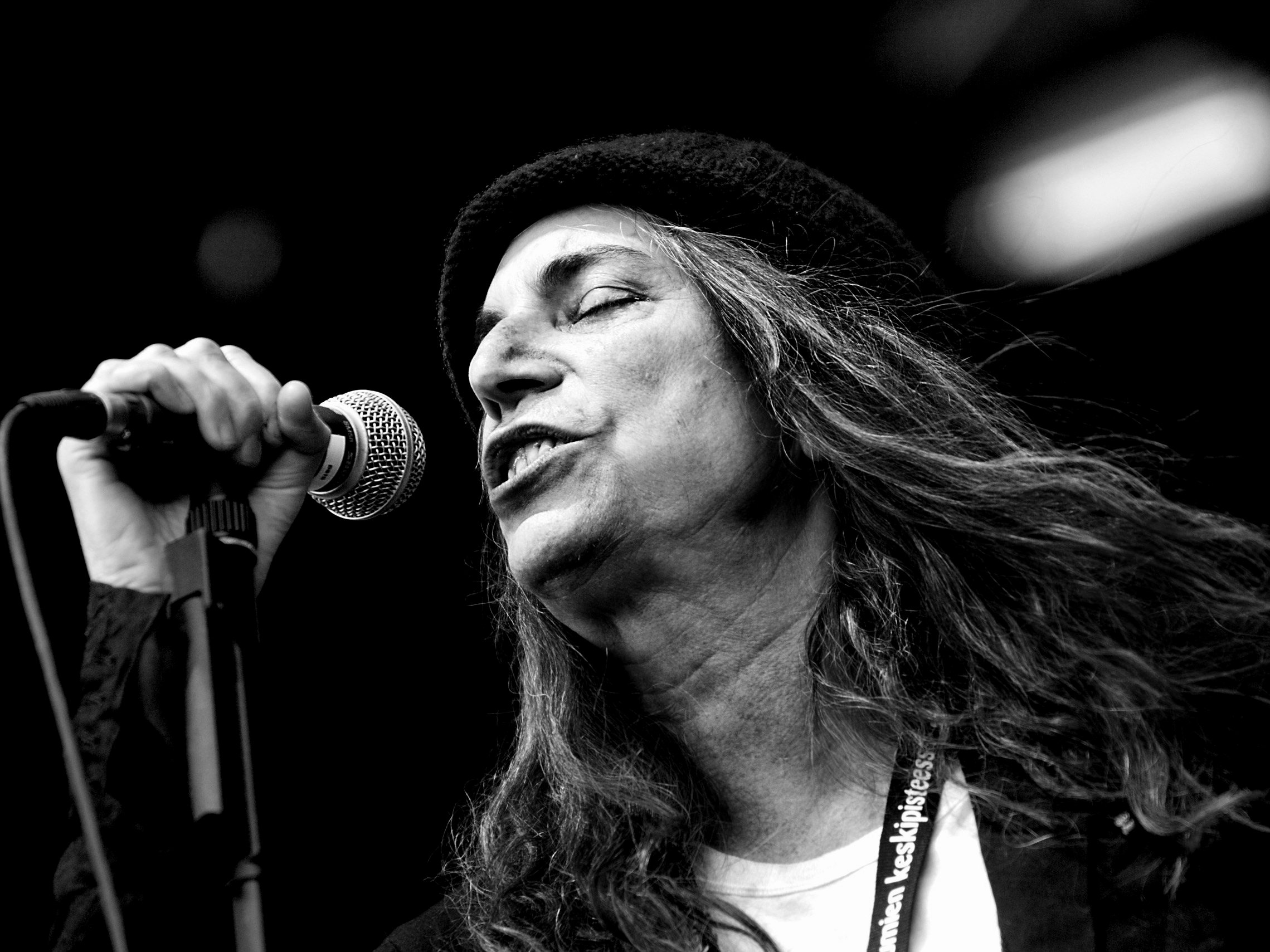
Patti Smith en Finlandia, en 2007.

## Discografía

### Álbumes de estudio
| Año  | Álbum           | Discográfica     | Posición en listas        | Posición en listas      |
| Año  | Álbum           | Discográfica     | Bandera de Estados Unidos | Bandera del Reino Unido |
| ---- | --------------- | ---------------- | ------------------------- | ----------------------- |
| 1975 | Horses          | Arista Records   | 47                        | 157                     |
| 1976 | Radio Ethiopia  | Arista Records   | 122                       | -                       |
| 1978 | Easter          | Arista Records   | 20                        | 16                      |
| 1979 | Wave            | Arista Records   | 18                        | 41                      |
| 1988 | Dream of Life   | Arista Records   | 65                        | 70                      |
| 1996 | Gone Again      | Arista Records   | 55                        | 44                      |
| 1997 | Peace And Noise | Arista Records   | 152                       | 169                     |
| 2000 | Gung Ho         | Arista Records   | 178                       | -                       |
| 2004 | Trampin'        | Columbia Records | 123                       | 70                      |
| 2007 | Twelve          | Columbia Records | 60                        | 63                      |
| 2012 | Banga           | Columbia Records | 57                        | 47                      |

## Premios y nominaciones
Premios Óscar
| Año  | Categoría              | Trabajo Nominado          | Película | Resultado |
| ---- | ---------------------- | ------------------------- | -------- | --------- |
| 1995 | Mejor canción original | «Look What Love Has Done» | Junior   | Nominado  |